# III. Fülöp spanyol király
III. Fülöp (spanyolul: Felipe III; Madrid, Spanyolország, 1578. április 14. – Madrid, Spanyolország, 1621. március 31.), Spanyolország királya, egyúttal II. Fülöp (portugálul: Filipe II) néven Portugália, továbbá Nápoly, Szicília és Szardínia királya, valamint Milánó hercege 1598-tól 1621-ben bekövetkezett haláláig. A Habsburg-ház spanyol ágának tagja, egyben uralkodóháza harmadik monarchája a spanyol történelemben.
Fülöp volt II. Fülöp spanyol király és negyedik feleségének egyben unokahúgának, Ausztriai Anna királynénak negyedik gyermeke. Testvére, Diego Félix 1582-es halálával megkapta az Asztúria hercege címet, ezzel ő lett apja és a Spanyol Birodalom örököse. Fülöp szüleihez hasonlóan közeli kapcsolatban állt hitvesével: 1599-ben feleségül vette unokatestvérét, Ausztriai Margitot, II. Ferdinánd német-római császár nővérét. Házasságukból származott a későbbi IV. Fülöp és Anna francia királyné, XIV. Lajos édesanyja is.
Ugyan Spanyolországban a Jámbor Fülöp ragadványnévvel illetik, közel huszonhárom éves regnálását túlnyomórészt negatívan értékelik. Uralkodásának első felében jelentkező gazdasági nehézségek az ország államcsődjéhez és fizetésképtelenné válásához vezetett (1607). A 20. századi történetírás úgy írja le, mint egy középszerű és jelentéktelen ember, egy csapnivaló uralkodó, akinek egyetlen erénye a kicsapongások hiánya volt. Különösen sok kritikát kapott már kortársaitól is főminisztere, Lerma hercegének túlkapásai és korrupciója miatt. Mindazonáltal uralkodása alatt köttetett az átmeneti békét hozó tizenkét éves fegyverszünet (1609–21) az Egyesült Tartományokkal, valamint kezdetben sikeresen tudta bevonni országát a harmincéves háborúba (1618–48) is.

## Élete
III. Fülöp 1578. április 14-én született Madridban II. Fülöp spanyol király és negyedik felesége, Habsburg Anna osztrák főhercegnő elsőszülött fiúgyermekeként. Kétéves korától félárva volt, ekkor halt meg ugyanis harmincegy éves édesanyja.
Miután az elmebeteg Don Carlos meghalt, II. Fülöp arra a megállapításra jutott, hogy Károly herceg állapotát a spanyol udvarban dúló viszályok okozták. Hitte, hogy Károly neveltetését és tanítását ez rosszindulatúan befolyásolta és ez eredményezte elmebaját és engedetlenségét, és emiatt sokkal nagyobb figyelmet fordított későbbi fiai neveltetésére. Juan de Zúñigára bízta Fülöp fiát, aki Diego herceget nevelte, és García de Loaysát választotta gyámjának. Hozzájuk csatlakozott Cristóbal de Moura, II. Fülöp közeli támogatója. Ebben a csapatban hitt II. Fülöp, hogy képesek lesznek felnevelni Fülöp herceget és az elkerüli a Károlyhoz hasonló sorsot. Fülöp neveltetése követte a királyi hercegek neveltetését, amit Juan de Mariana atya fektetett le, és amely arra összpontosított, hogy olyan személyisége alakuljon ki már fiatal korban a hercegnek, amely egy olyan királyi személyiséget eredményez, amely nem zsarnok, de nincs is túlzottan az udvaroncok befolyása alatt.
Fülöp herceg közkedvelt volt kortársai körében, dinamikus, jó modorú és ígéretes, megfelelően istenfélő, aki vidám és békés természetű volt, habár gyenge felépítésű. Megítélése Károly herceg engedetlen és elmebetegségbe torkolló emlékével többnyire pozitív volt, ámbár némely vélemények szerint Fülöp kevésbé volt intelligens és politikailag hozzáértő, mint bátyja. Bár Fülöp tanult latint, franciát, portugált és csillagászatot és hozzáértő nyelvésznek bizonyult, a mai történészek azt gyanítják, hogy nevelői inkább arra összpontosítottak, hogy Fülöp elragadó, jámbor és tisztelettudó egyéniség legyen azért, hogy elrejtsék, hogy nyelvi készségein túl nem volt különösképpen művelt sem tudással megáldott. Mindezek ellenére Fülöp nem tűnt naivnak, a lányaival folytatott levelezései megmutatták előkelő, elővigyázatos vonásait tanácsaiban, hogyan bánjanak el az udvari cselszövésekkel.
Korai tinédzser korában ismerte meg Fülöp Denia őrgrófját, Lerma leendő hercegét, a királyi kamara tagját. Lerma és Fülöp szoros barátok lettek, de Lermát alkalmatlannak találta a király és Fülöp nevelői. Lermát inkább kinevezték alkirálynak Valenciába 1595-ben azzal a céllal, hogy kivonják Fülöpöt a befolyása alól. Miután azonban Lerma egészségi állapota megrendült, két évvel később megengedték neki, hogy visszatérjen. Addigra azonban II. Fülöp is egyre betegebb lett és a herceg jövője miatt aggódott. Ezért kinevezte de Mourát fia jövőbeli bizalmasának és megerősítette de Loaysa hatalmát azzal, hogy kinevezte érseknek. A herceg egy új, konzervatív, dominikánus gyóntatót kapott. Az elkövetkező évben II. Fülöp fájdalmas betegségben elhunyt, fiára, III. Fülöpre, hagyva birodalmát.
Apja halála után, 1598. szeptember 13-án foglalta el a spanyol trónt, mellyel együtt Portugália, Nápoly, Szicília, Szardínia, Milánó és Luxemburg trónját is örökölte. A kormányzást kegyencére, Lerma hercegére bízta. 1609-ben fegyverszünetet kötött a németalföldi felkelőkkel, s ezzel tulajdonképpen elismerte a németalföldi tartományok függetlenségét. Uralkodása alatt Spanyolország gazdasági és hatalmi helyzete rohamosan hanyatlott. Hozzájárult ehhez 1610-ben a moriszkók kiűzése, akik kiváló földművelők és iparosok voltak. Az angol és holland tengeri hatalom túlsúlya már Spanyolország gyarmati jövedelmeit is veszélyeztette.

## A vallás, Fülöp és az udvarhölgyek
Fülöp 1599-ben, egy évvel koronázása után, unokatestvérét vette feleségül, Austriai Margitot. Margit, a leendő II. Ferdinánd császár testvére, volt az egyik azon három udvari dáma közül, akik jelentősen befolyásolták az uralkodót. Margitot kortársai rendkívül vallásosnak egyes esetekben vakbuzgónak tartották, aki az egyház befolyása alatt állt. Ravasz és nagyon ügyes a politikai üzelmekben, de mélabús és boldogtalan is Lerma hercegének befolyása miatt. Margit harcolt Lerma befolyása ellen 1611-es haláláig. Fülöpnek szeretetteljes kapcsolata volt Margittal és fokozottan figyelt rá, miután fiúgyermekkel ajándékozta meg 1605-ben.
Margit, Fülöp nagyanyjával, Mária császárnéval, akik a spanyol udvar osztrák képviselői voltak, és Mária lánya, Margit, rendíthetetlen katolikus és Ausztria párti hangadók voltak Fülöp udvarában. Sikeresen meggyőzték Fülöpöt, hogy 1600-tól anyagilag támogassa Ferdinándot. Fülöp folyamatosan vallási tanácsadókkal vette magát körül, mint Juan de Santa Maria atya, Fülöp lányának, Doña Mariának gyóntatója, aki a kortársak szerint erős befolyással volt a királyra uralkodásának vége felé. Ő, és Luis de Aliaga, Fülöp gyóntatója, voltak valószínűleg felelősek azért, hogy 1618-ban Lerma kegyvesztett lett. Hasonlóképpen Mariana de San Josét, Margit királyné kedvenc apácáját, is azzal vádolták, hogy befolyásolta a királyt.

## A kormányzás stílusa
A spanyol koronát abban az időben királyi tanácsok által kormányozták. A legjelentősebbek ezek közül az Államtanács és az alárendelt Haditanács voltak, amelyeket hét szakmai, regionális tanácsra támaszkodtak és négy különleges tanácsra, amelyek az inkvizícióért, a Katonai Rendekért, a Pénzügyekért és a Keresztesadóért feleltek. Ezeket a tanácsokat kiegészítették kisebb bizottságok, avagy hunták, ha szükség volt rá, úgy, mint például az ’éjszaka huntája’, amin keresztül II. Fülöp gyakorolta a hatalmat uralkodásának vége fele. Politikai okokból Fülöp igyekezett elkerülni, hogy főnemeseket nevezzenek ki fontos hatalmi pozíciókba a kormányzásba és sokkal inkább támaszkodott az alacsonyabb nemességre, az úgynevezett szolgálati nemességre. II. Fülöp megtartotta a tradicionális tanácsrendszert, de saját újításokat vezetett be főleg a papírmunka terén, aminek következtében a folyamat hosszadalmas lett. Kortársainak a szemében a személyes részvétele a folyamatokban, amit gyakorolt túlzó volt és a spanyol birodalom önként vállalt főhivatalnoki szerepe nem volt teljesen célravezető. Fülöp herceg 15 éves korában kezdett a gyakorlati kormányzással foglalkozni, mikor belépett II. Fülöp magántanácsába.
III. Fülöp felfogását a kormányzásról három fő irányelv látszott befolyásolni. Először is erősen befolyásolta őt az irenika, ami itáliai körökben terjedt el az új humanista elméletek hatására, és amit Machiavelli fémjelzett. Girolamo Frachetta és más írók, akiket Fülöp különösen kedvelt, az állam létezésének okát konzervatív módon magyarázták, aminek központjában az uralkodói bölcsesség és az általa uralt ország törvényeinek és szokásainak szigorú betartása volt. Másodszor Fülöp osztozhatott Lerma szemléletén, hogy II. Fülöp kormányzási módszere nem volt gyakorlatias, feleslegesen zárta ki a főnemességet a kormányzásból, és uralkodásának utolsó évtizedében már nagyon nehézkesen működött. Végezetül pedig Fülöp saját személyisége és barátsága Lermával erőteljesen befolyásolta politikáját. Ennek eredményeként gyökeres változás következett be a korona szerepét illetőleg a kormányzásban.

### Lerma hercege, mint valido
Fülöp trónra lépését követően néhány órán belül Lermát kinevezte királyi tanácsosnak, királyi kegyencnek, validonak (királyi kedvenc). Lerma ezután bevezette, hogy csak hercegi engedéllyel szabad a király elé járulni, és magát nevezte ki kapuőrnek. Minden kormányzati dolgot írásban kellett beadni és Lerma által. Bár Fülöp többnyire nem volt nagyon érdekelt a kormányzásban, de ha már egy előterjesztés hozzá jutott, akkor kötelességtudóan állt hozzá. A királyi tanács gyűléseit is írásban hívták össze, amit szintén Lerma közvetített. A királyi tanács minden tagja teljesen transzparens volt Lermával szemben, aki a királyt képviselte, sőt 1612-ben a királyi tanácsnak alá kellett magát vetnie Lermának, mintha ő lenne a király. Hogy milyen mértékben vett részt maga Lerma a kormányzásban, vitatott. A kortársak azt látták, hogy Lerma keze mindenben benne van, voltak azonban, akik úgy gondolták, hogy Lermának nem volt meg sem a képessége, sem az energiája, hogy jelentékenyen befolyásolja a kormányzást. Megint mások úgy vélték, hogy Lerma gondosan csak a jelentékeny dolgokat tálalta a király elé, ezzel teret nyitott a szélesebb körű szakmai alapú kormányzásra, ami hiányzott II. Fülöp idején.
Az új kormányzás nagyon gyorsan népszerűtlenné vált. A valido ötlete, aki a hatalmat gyakorolja, a régi, népszerű elgondolás ellen volt, amely szerint a király személyesen kormányzott, nem más által. Nemsokára a spanyol kormány tele lett Lerma rokonaival, barátaival és politikai szimpatizánsaival mások rovására. Lerma még tovább korlátozta nyilvános szereplését, nem írt alá dokumentumokat és folyamatosan hangsúlyozta, hogy ő szerény és csak urának, III. Fülöpnek, dolgozik.

### Birodalmi kormányzók
De Lerma szerepe, mint kegyencé, tovább bonyolódott különböző kormányzók felemelkedésével III. Fülöp uralkodása idején, akik jelentős tengerentúli spanyol tisztségviselők voltak, akik független bíráskodást vezettek be, sőt gyakorta független politikát is az erős központi hatalom hiányában a gyarmatokon. Ebben az időben a kormányzási kommunikáció kihívásai elősegítették ezt a dolgot, és ez a jelenség sokkal jellegzetesebb volt III. Fülöp alatt, mint akár apja, vagy fia idején.
Németalföldön II. Fülöp átadta maradék tartományait lányának, Izabellának és férjének, Albert főhercegnek azzal a feltétellel, hogy ha örökös nélkül hal meg, akkor a tartomány visszaszáll a spanyol koronára. Mivel Izabella gyermektelen volt, nyilvánvaló volt, hogy ez csak egy átmeneti megoldás, amely számolt III. Fülöp revíziójával. Ennek eredményeképp Fülöp hatalmát Németalföldön az erőskezű főhercegeken keresztül gyakorolta, de tudta, hogy visszaszáll rá a korona. Időközben az olasz születésű Ambrosio Spinola döntő szerepet játszott, mint spanyol tábornok a Flandriai seregben. 1603-ban Ostend ostrománál fitogtatta katonai vitézségét, ahol gyors javaslatokat ültetett át, gyakorlatilag a Madridi központi tanácstól függetlenül, spanyol anyagi segítség nélkül ért el katonai sikereket. De Lerma bizonytalan volt, hogyan viseltessen Spinola iránt. Egyrészt szüksége volt egy sikeres hadvezérre Németalföldön, másrészt de Lerma lenéző volt Spinola viszonylag alacsony származása miatt és aggódott attól, hogy aláássa a tekintélyét az udvarban. Az 1618-ban kitörő háborúig következő években Spinola azon dolgozott, hogy tervet eszeljen ki a hollandok végleges felszámolása érdekében, beleértve egy katonai beavatkozást a Rajna-vidéken, ami ellenségeskedést váltana ki és megosztaná Németalföldet. Spinola Fülöppel jelentősebb tanácskozások nélkül működött.
Itáliában hasonló helyzet állt elő. Lombardia kormányzója, Fuentes grófja (Pedro Henriquez de Acevedo), kihasználta a Madridi igazgatás hiányát, hogy kövesse a saját kotnyeleskedő politikáját Észak-Itáliában, beleértve egy független felajánlást a pápának, mi szerint 1607-ben megtámadná a Velencei Köztársaságot. Fuentes haláláig megmaradt hatalmon és követte saját politikáját. Utódja, Villafranca 5. márkija (Pedro de Toledo Osorio y Colonna), Milánó kormányzójaként hasonlóképpen saját ítélőképességére támaszkodott a külpolitikában. Osuna hercege, aki a Sandovel családba nősült, mint Lerma közeli szövetségese szintén jelentős függetlenséget mutatott, mint Nápolyi alkirály, Fülöp uralkodásának vége felé. A velencei nagykövettel, a befolyásos Bedmár márkival, összejátszva, Osuma meggyőzte a királyt, hogy egy hatalmas hadsereget szereljen fel, hogy elhárítsa a velencei hajókat és hogy vezessen be magas adókat, ami viszont a lázadás veszélyét hozta magával. Ahogy a dolgok kiéleződtek, Osumának meg kellett akadályoznia, hogy a nápolyiak egy indítványban panaszt tegyenek ellene az uralkodónál. Osuma csak de Lerma kegyvesztettsége után vesztette el hatalmát, amikor Fülöp be akart avatkozni a német politikába, ám Osuma ebben gátolta.

### Lerma bukása
1612-től és 1617 után még gyorsabban kezdett Lerma igazgatása meginogni. A hatalom összpontosulása Lerma Sandoval családja kezében számos ellenséget szült; Lerma meggazdagodása is felháborító volt. Lerma túlzott költekezése és személyes eladósodása felkeltette fia, Cristóbal de Sandoval, Uceda hercegének aggodalmát. Végül Luis de Aliaga, Fülöp gyóntatója és Juan de Santa Maria, Fülöp lányának gyóntatója tízéves csendes diplomáciája személyes és vallásos nyomást gyakorolt a királyra, hogy módosítsa kormányzási formáját. Fülöp továbbra is Lerma barátja maradt és támogatta bíborosi kinevezését 1618 márciusában, V. Pál pápa idején, hogy védve legyen, amikor kormányzása összeomlik.
Lermát egy érdekszövetsége buktatta meg – Uceda fia vezette a támadást, amivel jövőbeli érdekeit védte, szövetkezett Don Baltasar de Zúñigával, egy nemessel, akinek európai szintű dipélomáciai kapcsolatai voltak, és akinek unokaöccse, Olivares, közeli barátja volt a trónörökös Fülöp hercegnek. Lerma távozott hercegi székhelyére, és hat hétig Fülöp nem cselekedett, majd októberben aláírt egy dekrétumot, amivel megfosztotta hatalmától korábbi validóját és bejelentette, hogy személyesen fog uralkodni. Uceda az elején átvette a hangadó szerepét, de apja átfogó hatalma nélkül, ám közben de Zuñiga Fülöp külügy és hadügyminisztere lett. Fülöp, bár kényszeredetten, de szimbolikus politikai aktust hajtott végre, Lerma korábbi titkára, Rodrigo Calderón ellen, aki megtestesítette a korábbi igazgatást. Calderónt megvádolták, hogy varázslattal megölte Margit királynét 1611-ben (gyermekágyi lázban hunyt el), végül megkínozták és kivégezték egy katona, Francisco de Juaras, sokkal valószínűbb gyilkosság miatt.

## Belpolitika
Fülöp egy birodalmat örökölt, amit apja jelentősen megnövelt. A félszigeten II. Fülöp sikeresen elfoglalta Portugáliát 1580-ban, Európa szerte, a folyamatban levő holland felkelés ellenére az itáliai és a spanyolút (Németalföld és Itália közt) menti spanyol birtokok biztonságosaknak tűntek. Globálisan a kasztíliai és portugál gyarmatok egyesítése összehasonlíthatatlan kiterjedésű birodalmat alkottak a spanyol uralkodó alatt Amerikától a Fülöp-szigetekig és Indiától Afrikáig. Az uralkodónak a kihívást az jelentette, hogy birtokai különálló egységek, különféle jogi személyek voltak, amiket a spanyol korona királyi intézményei fogtak össze, és a kasztíliai nemességet használták uralkodó kasztnak. Az Ibériai félszigeten is Fülöp a Kasztíliai, Aragóniai, Valenciai és Portugál királyságokon uralkodott, valamint Katalónia és Andalúzia autonóm tartományokon. Mind csak lazán kapcsolódtak egymáshoz a kasztíliai király, III. Fülöp személyével. Minden országrészben más adórendszer, kiváltságok, katonai rendszer működtek. Ez a gyakorlatba azt jelentette, hogy az adózás több távolabbi uradalomban alacsonyabb volt, mint Kasztíliában, másrészt a kasztíliai nemesség kiváltságos helyzete minden magasabb királyi hivatalban szintén vitás kérdés volt a kevésbé kiváltságos tartományokban.

### A moriszkók kiűzése
Fülöp egyik első belpolitikai rendeletét 1609-ben adta ki a moriszkók kiűzésére, ami a németalföldi fegyverszünettel esett egybe. A moriszkók azon moszlimok utódai voltak, akik keresztény hitre tértek az előző századokban a reconquista idején. Áttérésük ellenére megmaradtak jellegzetes kulturális egységnek, beleértve sok iszlám szokást. II. Fülöp belpolitikájának egyik kulcsfontosságú motívuma a moriszkó fenyegetés elhárítása volt délen. 1560-ban kísérletet tett a beolvasztásukra, ami lázadásba torkollott 1570-ben. Uralkodásának utolsó éveiben megerősítette erőfeszítéseit, hogy megtérítse és beolvassza a moriszkókat, de csak Dél-Spanyolországban csaknem 200 000 voltak és az új évszázad első éveiben nyilvánvalóvá vált, hogy ez a politika kudarcot vall.
Az ötletet, hogy Spanyolországot teljesen tisztítsák meg a moriszkóktól Juan de Ribera javaslata volt, aki Valencia alkirálya és érseke volt, és akinek a nézetei befolyásolták az uralkodót. 1609-ben, Fülöp végleges döntése, hogy megsemmisíti ezt a „gonosz szektát”, népszerű lépés volt, mert a moriszkókat azzal vádolták, hogy együttműködtek a barbár kalózokkal, akik a partvidéket támadták, miközben vallásuk és eltérő kultúrájuk népszerűtlenné tette őket a spanyolországi keresztények szemében, különösképpen Valenciában. Anyagilag a királyi kincstárnak is jól jött az eltávolított emberek vagyonának elkobzása, míg azoknak, akik közel álltak a királyi udvarhoz, hasznuk lehetett az olcsó földekből, vagy birtokadományokból. Más források pedig a folyamatos félelmet ecsetelték, ami a moriszkók jelenléte gerjesztett és ez is hozzájárult a kiűzetés támogatásához. A becslések csak kevéssé tértek el egymástól és 275 000 és 300 000 közé teszik az 1609 és 1614 között kiűzött moriszkók számát. Ennek a tervnek a kivitelezéséhez a hajóhadat és 30 000 katonát mozgósítottak, akik Tuniszba vagy Marokkóba deportálták a családokat. Fülöp azzal a kérdéssel szembesült, hogy mi legyen a moriszkó gyerekekkel. Elfogadható-e, hogy iszlám országba távozzanak, ahol moszlimokként nevelik majd fel őket, de ha maradnak, mi legyen velük. Fülöp paternalista módon elrendelte, hogy a hét év alatti gyerekeket nem szabad iszlám országba vinni, de egyetlen Valenciában maradt gyermekből sem lehet rabszolga, és elutasította Ribera túlzó elképzeléseit.
Bár ez a döntés népszerű volt abban az időben, mégis jelentősen károsította Valencia, Aragon és Murcia királyságok gazdaságát. Jelentősen csökkent az olcsó munkaerő, az adófizető gazdák száma ezekben a régiókban és élelmiszerhiány állt elő. A cukor és rizs termesztését pótolni kellett fehér eperfa gyümölcsével, szőlővel és gabonával.

### Gazdasági hanyatlás és a reform kudarca
III. Fülöp uralkodását jelentős gazdasági gondok jellemezték országszerte. A rossz termés következtében éhínség pusztított az 1590-es években, míg 1599-ben és 1600-ban, majd néhány éven keresztül, bubópestis tizedelte a spanyol lakosságot és a lakosság 10%-a meghalt. Mateo Alemán, Európa egyik első regényírója, megragadta a kor levert hangulatát, amikor leírta, hogy „a pestis lejött Kasztíliából és az éhínség pedig Andalúziából felemelkedett, hogy harapófogóba fogja az országot”. Míg a terménykiesés elsősorban a gazdákat érintette, addig a pestis a városi lakosságot pusztította. Azonkívül a termékekre csökkenő igény még inkább aláásta a gazdaságot. A végeredmény egy gazdaságilag meggyengült, gyorsan csökkenő lakosságú Spanyolország volt.
Fülöp gazdasági helyzete sem nézett ki kedvezőbben. Apjától hatalmas adósságokat örökölt és egy haszontalan tradíciót, hogy Kasztília lakossága viselte az adózás oroszlán részét, ugyanis Kasztília állta a birodalmi adók 65%-át 1616-ban. III. Fülöp semmilyen pénzt nem kapott a birodalmi cortesoktól (parlament), sem Aragóniából, a baszk tartományokból, sem Portugáliából. Valencia csak egy ízben adózott, 1604-ben. Fülöp nyíltan nem kérdőjelezte meg a helyzetet, sőt egyre jobban támaszkodott a Kasztíliai cortesra. A cortes azonban egyre inkább kötötte az új pénzeket specifikus tervekhez, finoman, de folyamatosan befolyásolva a viszonyt a király és a cortes közt. Az 1607-es gazdasági válságig a cortes kitartott amellett, hogy három évente kell összehívni és hogy Fülöp esküdjön meg, hogy a pénzt ígéreteihez híven költötte el.
Fülöp és Lerma próbálkozása a krízis megoldására kudarcba fulladt. Hogy emeljék a király tekintélyét, megnövelték a királyi háztartást, de ez csak a költségeket növelte, miközben a bevételek apadtak. Fülöp új pénznemet akart bevezetni, a réz alapú vélont 1603-04-ben, 1617-ben és 1621-ben, de ez csak növelte a bizonytalanságot. A költséges németalföldi hadjárat 1607-ben anyagi csődöt eredményezett. Hogy ezt megoldják, az asiento adórendszert – magas kamatozású hitelek az adófizető gazdáknak – hosszabb lejáratú juros bondokba, amelyek sokkal alacsonyabb kamattal, rövidtávon hasznosak voltak, de az volt az ára, hogy elvesztették a pénzügyi rugalmasságot a későbbi krízisek esetén. 1618-ra a korona csaknem minden jövedelmét lekötötték a hitelek és szinte semmi sem maradt a kiadásokra. Anyagilag a spanyol birodalom a Genovai bankárok és hitelezők befolyása alá került már II. Fülöp idején, akiknek sorozatos hiteleik segítették a spanyol államot a krízisek idején. III. Fülöp alatt ez a rendszer változatlanul fennmaradt, pedig a külföldi befolyás bosszantotta az embereket, akik a bankárokat „fehér ingoványnak” nevezték.
Fülöp uralkodásának idején egy testület alakult a spanyol viszonyok elemzésére, amelyben egy sor arbitrista dolgozott, akik a nyilvános vitát vezették kb. 1600-tól 1630-ig. Ezek a különböző nézeteket valló egyének a spanyol politikai gazdaságra összpontosítottak – a vidék elnéptelenedésére, a sokféle bürokratikus közigazgatási módszerekre, a szociális hierarchiákra és a korrupcióra, és számos, gyakran egymással ellentmondó, javaslatot ajánlottak. Ennek ellenére Fülöp uralkodásának java idején nem került sor jelentős reformkísérletre, Fülöp a helyi törvények és szokások szerint uralkodott. Fülöp támogatta a nemesi birtokok megszilárdítását, és hatalmas koronabirtokokat adott el a kiváltságos nemeseknek és hitelezőknek. Nem volt semmi jele annak, hogy a legközelebbi, francia minta alapján, intendánsokat (királyi megbízott hivatalnok) nevezzenek ki. A hasonló szerepet betöltő corregidornak nem volt olyan erős kötődése az uralkodóhoz, hogy a helyi ellenállást megtörjék. Csupán Fülöp uralkodásának utolsó éveiben, Lerma igazgatásának utolsó hónapjában, 1618-ban, alakították meg a reform juntát. Az új államapparátus alatt, beleértve a reformista Baltasar de Zónigát is, megalakult a bizottság, ám jelentős, de szerencsétlen sikert, csak a megújítása idején, IV. Fülöp alatt ért el.

## Külpolitika
Trónra lépése idején két konfliktust is örökölt apjától és nagybátyjától. Az első, a folyamatban levő és elhúzódó németalföldi forradalom volt, ami komoly kihívást jelentett a spanyoloknak a protestáns Egyesült Tartományokkal szemben, a birodalom egy kulcsfontosságú részén. A második az angol-spanyol háború, a protestáns Angliával szemben, újkeletűbb volt, és kevésbé kritikus. Ebben a spanyolok kudarcát az jelentette, hogy nem tudták sikeresen felhasználni roppant katonai erejüket az angolokkal szemben.
Fülöp külpolitikája három fázisra osztható. Uralkodásának első kilenc évében agresszív politikát követett, aminek a célja a nagy győzelem kivívása volt. Lermát arra utasította, hogy tűzzel, vassal vezesse a háborút Németalföldön. 1609 után, mikor nyilvánvalóvá vált, hogy anyagilag Spanyolország kimerült, Fülöp tűzszünetre törekedett a hollandokkal, amikor a takarékosság. A háttérben azonban a feszültség folytatódott, sőt növekedett, és 1618-ig Fülöp kormányzói – mint Spinola, Fuentes, Villafranca, Osuna és Bedmar – egyre inkább hadilábon álltak Lerma madridi politikájával. A végső korszakban Fülöp beavatkozott a Szent római birodalom ügyeibe, hogy biztosítsa II. Ferdinánd császárrá választását és amelyben készülődtek a hollandokkal való konfliktus felújítására. De Lerma bukása után pedig egy sor új, még agresszívabb tanácsadó került a madridi udvarba.

### Háború a hollandokkal, Angliával és az 1609–21-es tűzszünet
Fülöp eredeti célja volt, hogy egy döntő győzelmet vívjon ki a hosszan elhúzódó háborúban a lázadó németalföldi tartományokkal, miközben újult erővel igyekezett megakadályozni I. Erzsébet királynő angol segítségét a hollandoknak. A spanyol armadát újjáépítették az 1590-es években, így az továbbra is hatékony volt az angolokkal szemben, de a spanyol invázió Írország elleni kudarca után, valamint a vesztes kinsalei csata után Fülöp vonakodva elfogadta, hogy az Anglia elleni további támadásoknak kevéssé valószínű a sikere. Németalföldön egy új stratégiát dolgoztak ki a spanyol hatalom visszaállítására a Maas és Rajna folyamoktól északra, ami a katonai nyomás felerősödését jelentette a lázadókkal szemben. A nagy győzelem stratégiája azonban folyamatosan gazdasági háborúvá kopott. Dél-Németalföld, továbbra is spanyol ellenőrzés alatt volt és a Holland köztársaság északon, amit a kálvinista protestánsok uraltak, egyaránt kimerült, és az 1607-es pénzügyi krízis után Spanyolország is képtelen volt folytatni a háborút. III. Fülöp béketárgyalásokba kezdett. I. Jakab trónra lépése után Angliában lehetőség mutatkozott mind a háború, mind az angol támogatás befejezésére az 1604-es londoni béke után. Ezt követte 1609-ben a békekötés a hollandokkal.
A tizenkét éves béke lehetővé tette Dél-Németalföldnek, hogy talpra álljon, másrészt de facto elismerte a független Holland köztársaságot, és számos európai hatalom diplomáciai kapcsolatot vett fel vele. A béke nem állította meg a gyarmati terjeszkedésüket a Karib-tengeren és Kelet-Indiában, annak ellenére, hogy Spanyolország megpróbálta a Holland Kelet-indiai Társaság felszámolását, mint a béke feltételét, átültetni. Kisebb engedmények a Holland köztársaság részéről elvetélték a Holland Nyugat-indiai Társaság létrehozását és a portugálok zaklatását Ázsiában. Mindkét engedmény átmeneti jellegű volt, mert a hollandok hamarosan felújítottak hajtóvadászatukat a portugálok ellen, és ez a holland-portugál háborúhoz vezetett 1602-ben, ami 1654-ig tartott. Az európai béke lehetőséget nyújtott Fülöpnek uralma anyagi helyzetének javítására.
IV. Henrik francia király halálával, aki a spanyolok elleni háborút támogatta, egy bizonytalan korszak kezdődött Franciaországban. Az agresszív politikai lépések sorozata, amelyek többnyire Fülöp parancsa nélkül történtek, helytartói, mint Osuma hercege, Nápoly alkirálya és Villafranca márkija, Milánó kormányzója, akik a spanyol politikát képviselték Itáliában, oda vezettek, hogy a Savoyai hercegség és a Velencei köztársaság a spanyolok ellen fordult. Hogy biztosítsák az összeköttetést Milánó és Németalföld között, új utat kellett nyitniuk, amely Valtellinán és a hármas liga (ma a Graubünden kanton, Svájc) független államain keresztül vezetett. 1618-ban a velencei összeesküvés során a hivatalok elkötelezték magukat üldözni a spanyolbarát elemeket.

### Belépés a harmincéves háborúba
Fülöp uralkodásának utolsó éveiben Spanyolország belépett egy kezdődő konfliktusba, ami később a harmincéves háború néven lett ismert. A végeredmény egy döntő spanyol győzelem volt a Német-római Birodalom területén, ami a hollandokkal való újabb háborúhoz vezetett Fülöp halála után. Európa egy új császárválasztás előtt állt a haldokló Mátyás miatt, akinek nem volt fia. A spanyol és osztrák Habsburgok közös ősökkel rendelkeztek, és ez befolyásolta Spanyolország érdekeltségét a térségben. Egyrészt Fülöp érdekelt volt unokaöccse, Ferdinánd megválasztásában, aki Mátyást kívánta követni a trónon, másrészt Fülöp reménykedett, hogy saját fiát, Fülöp herceget, ültetheti a császári székbe. Amiatt is aggódott, hogy Ferdinánd sikertelensége csökkentheti a Habsburgok tekintélyét.
Fülöp végül úgy döntött, hogy beavatkozik Ferdinánd oldalán. Fülöp herceget ugyanis a német nemesség alkalmatlannak találta, azonkívül a herceget erősen befolyásolta Margit királyné és később más, befolyásos Habsburg udvarhölgyek, míg a de Lermát követő tanácsadók, különösképpen de Zúñiga, Spanyolország jövőjét egy szoros szövetségben a Habsburg Német-római birodalommal látták. Végül is az 1617. július 29-i oñatei megegyezés szerint Spanyolország megígérte, hogy támogatja Ferdinánd jelölését Elzászért cserében.
Ekkor krízis tört ki Ferdinánd Cseh királyságában 1618-19-ben, amiben a katolikus és protestáns frakciók egymás ellen fordultak. Ferdinánd spanyol segítséget kért a lázadás leverésére, míg a protestáns felkelők V. Frigyes, pfalzi herceghez fordultak segítségért. A birodalomban fennálló helyzet sok szempontból kedvező volt a spanyoloknak, hiszen a Spanyol Németalföldön Ambrosio Spinola terveket szőtt, és okot keresett a Pfalzi választófejedelem (Rajnai Palotagrófság) megtámadására flandriai seregével. A Palotagrófságot létfontosságú, protestáns lakosságú, szétszórt területek alkották a Rajna-folyó mentén, azon az útvonalon, amely a legegyszerűbb utat jelentette volna az itáliai spanyol területekről érkező utánpótlás szállítására a lázadó holland tartományokba (Genován keresztül). Franciaország vonakodott Frigyes támogatásától Ferdinánddal szemben és inkább a semlegességre törekedett. A spanyol csapatok Spinola vezetése alatt bevonultak a Palotagrófságba, míg Johann t’Serclaes Tilly grófja vezette sereg Csehországban fényes győzelmet aratott 1620-ban, a fehérhegyi csatában. A hollandokkal, akik sebezhetővé váltak a Rajna völgyén keresztül, elkerülhetetlennek tűnt a harcok felújítása, hogy a hollandokat jobb feltételekkel tartós békére kényszerítsék. Fülöp 1621-ben meghalt, nem sokkal a harcok felújítása előtt. Fia, IV. Fülöp, megtartotta fő külpolitikai tanácsadóját, de Zúñigát, és egy eleinte nagyon sikeresnek ígérkező hadjáratot indított a hollandok ellenében még ugyanabban az évben.

## Hagyatéka
III. Fülöp 1621. március 31-én hunyt el Madridban és fia. IV. Fülöp, követte a trónon, aki gyorsan befejezte a Sandoval család utolsó tagjainak az eltávolítását a királyi udvarból. A francia nagykövet, Bassompierre emlékiratai elmesélik azt a történetet, hogy a brasero (egy izzó szénnel teli edény) hője ölte meg a királyt, mert a megfelelő tisztviselő, akinek el kellett volna azt vinnie, nem volt kéznél, de ez csak egy humoros túlzás volt az udvari formalitások rovására.
A történészek általános nézete szerint Fülöp öröksége silány volt. A kor három legnagyobb történésze úgy írta le, mint egy középszerű és jelentéktelen embert, egy csapnivaló uralkodót, akinek egyetlen erénye a kicsapongások hiánya volt. Nagyobb általánosságban Fülöp inkább gyengekezű, nehézfejű uralkodó hírében állt, aki előnyben részesítette a vadászatot és utazgatásokat az uralkodói teendőinél. IV. Fülöppel ellentétben, aki a mai elemzések alapján sokkal jobb fényben mutatkozik, III. Fülöp uralkodása még nem volt alapos tanulmányozásnak alávetve, valószínűleg Fülöp és Lerma viszonyának negatív megítélése miatt. Hagyományosan a Spanyol birodalom hanyatlását az 1590-es évektől számítják, de a revizionista történészek szerint az 1960-as évektől, bárhogyan is, létezik egy másik nézet is III. Fülöp uralkodására, amely azt állítja, hogy 161-re Spanyolország új területekkel gazdagodott Elzászban, békében élt Franciaországgal és Európa domináns hatalma volt és sikeres hadjáratot indított a hollandok ellen. Sokkal jobb helyzetben volt, mint 1598-ban, annak ellenére, hogy királyának személyisége nem volt a legideálisabb. Személyiségének történelmi és korabeli kritikája elsősorban abból fakadt, hogy megtette Lermát validonak. Lehet, hogy az újabb munkák egy jobban árnyalt képet festenek majd arról a posztról, amely Fülöp bevezetett és halála után még 40 évig működött a spanyol kormányzásban.

## Címek és megszólítás
Az 1604-es londoni egyezség Fülöpöt így szólította meg “Harmadik Fülöp, isten kegyelméből Kasztília, León, Aragónia és a két Szicília, Jeruzsálem, Portugália, Navarra, Granada, Toledo, Valencia, Galícia, Mallorca, Sevilla, Córdoba, Korzika, Murcia, Guinea, Algarve, Gibraltár, a Kanári-szigetek királya, Keleti és Nyugati India, valamint a szigetek és az Óceán minden szárazföldjének királya, Ausztria főhercege, Burgundia és Milánó hercege, Habsburg, Barcelona és Biscay hercege, Molina ura stb.”, röviden III. Fülöp, minden spanyolok királya.

## Származása
Mint sok Habsburg, III. Fülöp is a rokoni házasságok szülötte volt. Apja, II. Fülöp, elsőfokú unokatestvérek házasságából származott, és elvette unokahúgát, Ausztriai Annát, aki maga is unokatestvérek lánya volt. III. Fülöp pedig első unokatestvérét vette feleségül Ausztriai Margitot. Ez a minta folytatódott az elkövetkező generációkban a Habsburg-ház spanyol ágának kihalásáig, Fülöp gyarló unokájáig, II. Károlyig.
| Jámbor Fülöp (Madrid, 1578. április 14.– El Escorial, 1621. március 31.) spanyol király | Apja: Okos Fülöp (Valladolid, 1527. május 21.– Madrid, 1598. szeptember 13.) spanyol király | Apai nagyapja: V. Károly (Gent, 1500. február 24.– Yuste, 1558. szeptember 21.) német-római császár   | Apai nagyapai dédapja: Szép Fülöp (1478. július 22.–1506. szeptember 25.) burgundiai uralkodó herceg |
| Jámbor Fülöp (Madrid, 1578. április 14.– El Escorial, 1621. március 31.) spanyol király | Apja: Okos Fülöp (Valladolid, 1527. május 21.– Madrid, 1598. szeptember 13.) spanyol király | Apai nagyapja: V. Károly (Gent, 1500. február 24.– Yuste, 1558. szeptember 21.) német-római császár   | Apai nagyapai dédanyja: Őrült Johanna (1479. november 6.–1555. április 12.) kasztíliai királynő      |
| Jámbor Fülöp (Madrid, 1578. április 14.– El Escorial, 1621. március 31.) spanyol király | Apja: Okos Fülöp (Valladolid, 1527. május 21.– Madrid, 1598. szeptember 13.) spanyol király | Apai nagyanyja: Portugáliai Izabella (Lisszabon, 1503. október 23.– Toledo, 1539. május 1.)           | Apai nagyanyai dédapja: Szerencsés Mánuel (1469. május 31.–1521. december 13.) portugál király       |
| Jámbor Fülöp (Madrid, 1578. április 14.– El Escorial, 1621. március 31.) spanyol király | Apja: Okos Fülöp (Valladolid, 1527. május 21.– Madrid, 1598. szeptember 13.) spanyol király | Apai nagyanyja: Portugáliai Izabella (Lisszabon, 1503. október 23.– Toledo, 1539. május 1.)           | Apai nagyanyai dédanyja: Aragóniai Mária (1482. június 29.–1517. március 7.)                         |
| Jámbor Fülöp (Madrid, 1578. április 14.– El Escorial, 1621. március 31.) spanyol király | Anyja: Ausztriai Anna (Cigales, 1549. november 2.– Badajoz, 1580. október 26.)              | Anyai nagyapja: II. Miksa (Bécs, 1527. július 31.– Regensburg, 1576. október 12.) német-római császár | Anyai nagyapai dédapja: I. Ferdinánd (1540. június 3.–1590. július 10.) német-római császár          |
| Jámbor Fülöp (Madrid, 1578. április 14.– El Escorial, 1621. március 31.) spanyol király | Anyja: Ausztriai Anna (Cigales, 1549. november 2.– Badajoz, 1580. október 26.)              | Anyai nagyapja: II. Miksa (Bécs, 1527. július 31.– Regensburg, 1576. október 12.) német-római császár | Anyai nagyapai dédanyja: Magyarországi Anna (1503. július 23.–1547. január 27.)                      |
| Jámbor Fülöp (Madrid, 1578. április 14.– El Escorial, 1621. március 31.) spanyol király | Anyja: Ausztriai Anna (Cigales, 1549. november 2.– Badajoz, 1580. október 26.)              | Anyai nagyanyja: Spanyolországi Mária (Madrid, 1528. június 21.– Madrid, 1603. február 26.)           | Anyai nagyanyai dédapja: V. Károly (1500. február 24.–1558. szeptember 21.) német-római császár      |
| Jámbor Fülöp (Madrid, 1578. április 14.– El Escorial, 1621. március 31.) spanyol király | Anyja: Ausztriai Anna (Cigales, 1549. november 2.– Badajoz, 1580. október 26.)              | Anyai nagyanyja: Spanyolországi Mária (Madrid, 1528. június 21.– Madrid, 1603. február 26.)           | Anyai nagyanyai dédanyja: Portugáliai Izabella (1503. október 23.–1539. május 1.)                    |

## Házassága, gyermekei
1599-ben vette feleségül másod-unokatestvérét, a 15 éves Margit osztrák főhercegnőt (1584–1611), II. Károly osztrák főherceg (1540–1590) és Mária Anna bajor hercegnő (1551–1608) leányát. A házasságból nyolc gyermek született:
- Anna Mária Mauricia infánsnő (1601–1666), 1615-től XIII. Lajos francia király felesége, Ausztriai Anna néven francia királyné, későbbi XIV. Lajos király anyja.
- Mária infánsnő (*/† 1603), csecsemőként meghalt
- Fülöp infáns (1605–1665), 1621-től haláláig IV. Fülöp spanyol király.
- Mária Anna infánsnő (1606–1646), 1631-től III. Ferdinánd német-római császár, magyar és cseh király (1608–1657) felesége, a későbbi IV. Ferdinánd és I. Lipót anyja.
- Károly infáns (Don Carlos) (1607–1632), 1621–1629 között Spanyolország trónörököse (bátyja, IV. Fülöp király első fiának, Baltazár Károly infánsnak születéséig, 1629-ig).[76]
- Ferdinánd infáns (1609–1641), bíboros (cardenal-infante), Spanyol Németalföld helytartója (1633–1641 között), akinek egyik szeretőjétől egy törvénytelen leánya született, Mária Anna de la Croix (1641–1715).
- Margit infánsnő (1610–1617)
- Alfonz infáns (1611–1612)

## Emlékezete
- Emlékét őrzi Móra Ferenc Királyok föld felett és föld alatt című elbeszélése (megjelent a Túl a Palánkon című kötetben).